# Juegos Deportivos Nacionales de Venezuela
Los Juegos Deportivos Nacionales de Venezuela son un evento multideportivo que se realiza cada 2 años (desde 1997), organizado por el Ministerio del Poder Popular para la Juventud y Deportes, a través del Instituto Nacional de Deportes de Venezuela (IND), donde participan delegaciones de cada una de las entidades federales del país, con el objetivo de promover la práctica de diversos deportes y elevar el nivel de los atletas nacionales.

## Historia

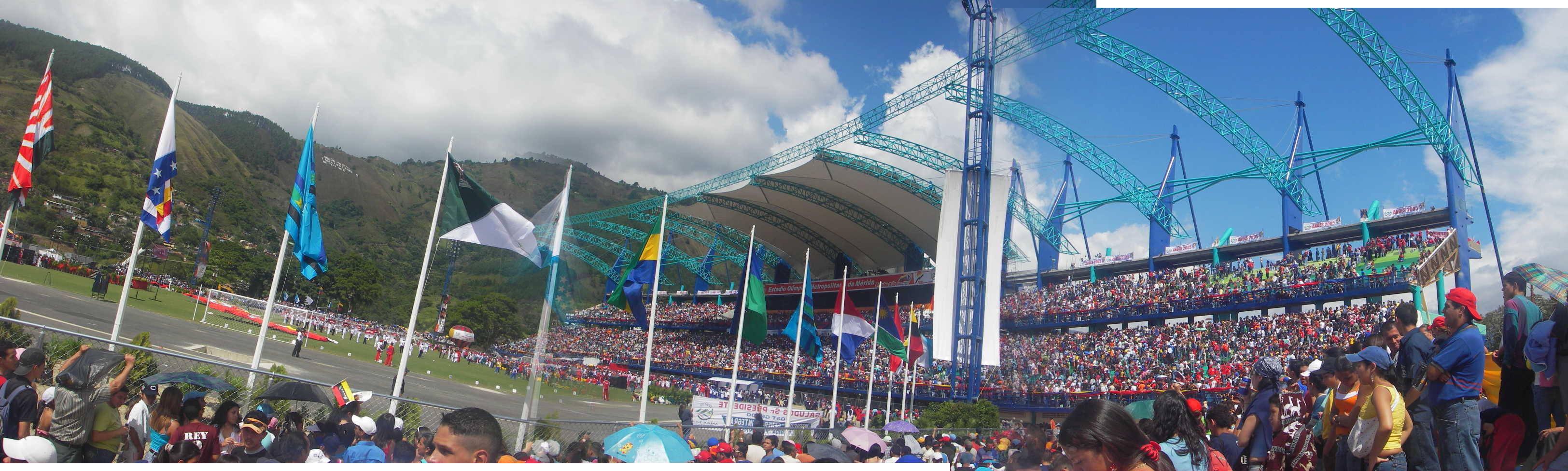
Inauguración de los Juegos Nacionales Andes 2005, en el Estadio Metropolitano de Mérida.

Los Juegos fueron creados por Decreto Ley Nº 515, del 9 de enero de 1959. Surgieron como iniciativa del dirigente deportivo zuliano José Beracasa, celebrándose la primera edición en 1961. En un principio solo se realizaba con deportistas de alta competencia,siendo a partir de 1978 que se permitió la participación de selecciones juveniles.
Después de concluidos los Juegos Deportivos Nacionales Llanos 2007, se había previsto que los siguientes juegos se realizaran en 2009, pero el IND los postergo para 2011,además de establecer un nuevo sistema de clasificación para los atletas participantes.Hasta el año 2007, se habían realizado 17 ediciones, destacando la participación de delegaciones como: Carabobo, Lara y Anzoátegui.
Los Juegos Deportivos Nacionales Venezuela 2011 se realizaron en 11 estados del país, esto con el fin de recuperar y darle un buen uso a todas las instalaciones deportivas ya existentes, siendo además la edición que más sedes y participantes ha tenido hasta la fecha.

## Sedes
Se han realizado 21 ediciones en diferentes lugares del país:
| Juegos Deportivos Nacionales de Venezuela | Juegos Deportivos Nacionales de Venezuela   | Juegos Deportivos Nacionales de Venezuela                                                                   | Juegos Deportivos Nacionales de Venezuela | Juegos Deportivos Nacionales de Venezuela | Juegos Deportivos Nacionales de Venezuela |
| Edición                                   | Nombre                                      | Sede(s) | Deportistas                               | Deportes                                  | Delegación Ganadora                       |
| ----------------------------------------- | ------------------------------------------- | --- | ----------------------------------------- | ----------------------------------------- | ----------------------------------------- |
| I                                         | Juegos Nacionales Táchira 1978              | Táchira | 1862                                      | 13                                        | Lara                                      |
| II                                        | Juegos Nacionales Bolívar 1980              | Bolívar | 3792                                      | 24                                        | Distrito Federal                          |
| III                                       | Juegos Nacionales Monagas 1982              | Monagas | 2968                                      | 24                                        | Distrito Federal                          |
| IV                                        | Juegos Nacionales Falcon 1983               | Falcón | 4022                                      | 26                                        | Carabobo                                  |
| V                                         | Juegos Nacionales Carabobo 1985             | Carabobo | 4010                                      | 26                                        | Distrito Federal                          |
| VI                                        | Juegos Nacionales Aragua 1987               | Aragua | 4103                                      | 26                                        | Distrito Federal                          |
| VII                                       | Juegos Nacionales Anzoategui 1990           | Anzoátegui                                                                                                  | 4120                                      | 28                                        | Carabobo                                  |
| VIII                                      | Juegos Nacionales Zulia 1991                | Zulia | 3701                                      | 28                                        | Distrito Federal                          |
| IX                                        | Juegos Nacionales Barinas 1994              | Barinas | 4637                                      | 30                                        | Carabobo                                  |
| X                                         | Juegos Nacionales Sucre 1995                | Sucre | 4128                                      | 30                                        | Carabobo                                  |
| XI                                        | Juegos Nacionales Trujillo 1996             | Trujillo | 4062                                      | 30                                        | Carabobo                                  |
| XII                                       | Juegos Nacionales Yaracuy 1997              | Yaracuy | 4617                                      | 33                                        | Carabobo                                  |
| XIII                                      | Juegos Nacionales Aragua 1999               | Aragua | 6000                                      | 38                                        | Carabobo                                  |
| XIV                                       | Juegos Nacionales Lara 2001                 | Lara | 5736                                      | 40                                        | Carabobo                                  |
| XV                                        | Juegos Nacionales Cojedes 2003              | Cojedes | 6033                                      | 45                                        | Carabobo                                  |
| XVI                                       | Juegos Nacionales Andes 2005                | Táchira, Mérida, Trujillo                                                                                   | 8572                                      | 50                                        | Carabobo                                  |
| XVII                                      | Juegos Deportivos Nacionales Llanos 2007    | Apure, Barinas, Guárico, Portuguesa                                                                         | 9667                                      | 56                                        | Carabobo                                  |
| XVIII                                     | Juegos Deportivos Nacionales Venezuela 2011 | Distrito Capital, Miranda, Carabobo, Portuguesa, Lara, Guárico, Yaracuy, Anzoátegui, Aragua, Cojedes, Zulia | 10901                                     | 59                                        | Carabobo                                  |
| XIX                                       | Juegos Deportivos Nacionales Venezuela 2013 | Distrito Capital, Miranda, Vargas                                                                           | 6092                                      | 37                                        | Distrito Capital                          |
| XX                                        | Juegos Deportivos Nacionales Venezuela 2022 | Distrito Capital, Miranda, La Guaira, Carabobo, Guárico, Lara, Yaracuy                                      | 6486                                      | 48                                        | Miranda                                   |
| XXI                                       | Juegos Deportivos Nacionales Oriente 2024   | Anzoátegui, Sucre, Monagas                                                                                  | 7176                                      | 57                                        | Miranda                                   |

## Resultado histórico

### Primer lugar
Los juegos han sido ganados por las siguientes delegaciones: 
| Delegación       |    | Edición                                                                |
| ---------------- | -- | ---------------------------------------------------------------------- |
| Carabobo         | 12 | 1983, 1990, 1994, 1995, 1996, 1997, 1999, 2001, 2003, 2005, 2007, 2011 |
| Distrito Federal | 5  | 1980, 1982, 1985, 1987, 1991                                           |
| Miranda          | 2  | 2022, 2024                                                             |
| Lara             | 1  | 1978                                                                   |
| Distrito Capital | 1  | 2013                                                                   |

### Records de medallería
| Más veces campeón                                                                 | Más títulos consecutivos                                              | Más oros en una sola edición |
| --------------------------------------------------------------------------------- | --------------------------------------------------------------------- | ---------------------------- |
| Carabobo                                                                          | Carabobo                                                              | Carabobo                     |
| 12 títulos 1983, 1990, 1994, 1995, 1996, 1997, 1999, 2001, 2003, 2005, 2007, 2011 | 10 títulos 1994, 1995, 1996, 1997, 1999, 2001, 2003, 2005, 2007, 2011 | 142 medallas 1999            |

### Mejor Posición
Actualizado hasta la edición de 2024.
| N° | Estado           | Posición | Edición                                                                |
| -- | ---------------- | -------- | ---------------------------------------------------------------------- |
| 1  | Amazonas         | 21       | 1987                                                                   |
| 2  | Anzoátegui       | 3        | 2005, 2007, 2011                                                       |
| 3  | Apure            | 11       | 1978, 1987                                                             |
| 4  | Aragua           | 4        | 1985, 1997, 1999                                                       |
| 5  | Barinas          | 9        | 2011                                                                   |
| 6  | Bolívar          | 4        | 2001                                                                   |
| 7  | Carabobo         | 1        | 1983, 1990, 1994, 1995, 1996, 1997, 1999, 2001, 2003, 2005, 2007, 2011 |
| 8  | Cojedes          | 8        | 2022                                                                   |
| 9  | Delta Amacuro    | 9        | 1991                                                                   |
| 10 | Distrito Capital | 1        | 2013                                                                   |
| –  | Distrito Federal | 1        | 1980, 1982, 1985, 1987, 1991                                           |
| 11 | Falcón           | 5        | 1978, 1983, 1996                                                       |
| 12 | Guárico          | 5        | 2007                                                                   |
| 13 | Guayana Esequiba | -        | -                                                                      |
| 14 | La Guaira        | 11       | 2024                                                                   |
| 15 | Lara             | 1        | 1978                                                                   |
| 16 | Mérida           | 3        | 1996                                                                   |
| 17 | Miranda          | 1        | 2022, 2024                                                             |
| 18 | Monagas          | 6        | 2003                                                                   |
| 19 | Nueva Esparta    | 12       | 1999                                                                   |
| 20 | Portuguesa       | 12       | 2007, 2022                                                             |
| 21 | Sucre            | 3        | 1985                                                                   |
| 22 | Táchira          | 4        | 1980, 1982, 2005                                                       |
| 23 | Trujillo         | 6        | 1996                                                                   |
| 24 | Yaracuy          | 5        | 2022, 2024                                                             |
| 25 | Zulia            | 2        | 1991                                                                   |

## Deportes
Durante el desarrollo de los juegos se disputan los siguientes deportes:
| - Ajedrez - Atletismo - Bádminton - Baloncesto - Baloncesto 3x3 - Balonmano - Béisbol - Billar - Bochas - Bolas criollas - Bowling - Boxeo - Canotaje - Ciclismo - Ciclismo BMX - Ciclismo de montaña - Ciclismo en pista - Ciclismo en ruta - Coleo - Deportes acuáticos - Clavados - Nado sincronizado - Natación - Natación en aguas abiertas - Polo acuático | - Deportes electrónicos - Dominó - Escalada - Esgrima - Fisicoculturismo - Fútbol - Fútbol sala - Gimnasia - Gimnasia acrobática - Gimnasia aeróbica - Gimnasia artística - Gimnasia en trampolín - Gimnasia rítmica - Hapkido - Hockey sobre césped - Judo - Karate - Karting - Kenpo - Kickboxing - Kickingball - Levantamiento de pesas - Lucha amateur - Lucha grecorromana - Patinaje de carreras | - Pelota vasca - Pentatlón moderno - Potencia - Racquetball - Remo - Rugby 7 - Sambo - Skateboarding - Softbol - Squash - Taekwondo - Tenis - Tenis de mesa - Tiro con arco - Tiro deportivo - Triatlón - Vela - Voleibol - Voleibol de playa - Wushu |

## Juegos Deportivos Paranacionales
Los Juegos Deportivos Paranacionales de Venezuela, son un evento multideportivo que se realiza cada 2 años (desde 2011), organizado por el Ministerio del Poder Popular para la Juventud y Deportes, a través del Instituto Nacional de Deportes de Venezuela (IND), donde participan delegaciones de cada una de las entidades federales del país, con el objetivo de promover la práctica de diversos deportes y elevar el nivel de los atletas paranacionales.

### Sedes
Se han realizado 3 ediciones en diferentes lugares del país:
| Juegos Deportivos Paranacionales de Venezuela | Juegos Deportivos Paranacionales de Venezuela   | Juegos Deportivos Paranacionales de Venezuela | Juegos Deportivos Paranacionales de Venezuela | Juegos Deportivos Paranacionales de Venezuela | Juegos Deportivos Paranacionales de Venezuela |
| Edición                                       | Nombre                                          | Sede(s)                                       | Deportistas                                   | Deportes                                      | Delegación Ganadora                           |
| --------------------------------------------- | ----------------------------------------------- | --------------------------------------------- | --------------------------------------------- | --------------------------------------------- | --------------------------------------------- |
| I                                             | Juegos Deportivos Paranacionales Venezuela 2011 | Lara                                          | 820                                           | 10                                            | Carabobo                                      |
| II                                            | Juegos Deportivos Paranacionales Yaracuy 2015   | Yaracuy                                       | 1374                                          | 15                                            | Carabobo                                      |
| III                                           | Juegos Deportivos Paranacionales Oriente 2024   | Anzoátegui, Sucre, Monagas                    | 1858                                          | 20                                            | Distrito Capital                              |

### Records de medallería
| Más veces campeón    | Más títulos consecutivos | Más oros en una sola edición |
| -------------------- | ------------------------ | ---------------------------- |
| Carabobo             | Carabobo                 | Carabobo                     |
| 2 títulos 2011, 2015 | 2 títulos 2011, 2015     | 87 medallas 2015             |

| Núm. | Estado           | Oro | Plata | Bronce | Total |
| ---- | ---------------- | --- | ----- | ------ | ----- |
| 1    | Carabobo         | 179 | 142   | 119    | 440   |
| 2    | Distrito Capital | 161 | 104   | 92     | 357   |
| 3    | Lara             | 121 | 134   | 106    | 361   |
| 4    | Aragua           | 84  | 59    | 45     | 188   |
| 5    | Anzoátegui       | 82  | 72    | 66     | 220   |
| 6    | Miranda          | 80  | 75    | 51     | 206   |
| 7    | Zulia            | 58  | 40    | 43     | 141   |
| 8    | Mérida           | 48  | 43    | 45     | 136   |
| 9    | Yaracuy          | 36  | 34    | 30     | 100   |
| 10   | Barinas          | 21  | 18    | 20     | 59    |
| 11   | Trujillo         | 18  | 16    | 7      | 41    |
| 12   | Monagas          | 17  | 11    | 21     | 49    |
| 13   | Falcón           | 16  | 14    | 21     | 51    |
| 14   | Cojedes          | 13  | 10    | 12     | 35    |
| 15   | Táchira          | 8   | 10    | 7      | 25    |
| 16   | Guárico          | 6   | 3     | 1      | 10    |
| 17   | Apure            | 5   | 7     | 7      | 19    |
| 18   | Sucre            | 3   | 6     | 8      | 17    |
| 19   | Bolívar          | 3   | 4     | 6      | 13    |
| 20   | La Guaira        | 2   | 4     | 10     | 16    |
| 21   | Nueva Esparta    | 2   | 3     | 1      | 6     |
| 22   | Portuguesa       | 2   | 2     | 3      | 7     |
| 23   | Amazonas         | 1   | 0     | 6      | 7     |
| 24   | Delta Amacuro    | 0   | 0     | 0      | 0     |
| 25   | Guayana Esequiba | 0   | 0     | 0      | 0     |

| N° | Estado           | Posición | Edición    |
| -- | ---------------- | -------- | ---------- |
| 1  | Amazonas         | 23       | 2024       |
| 2  | Anzoátegui       | 5        | 2015, 2024 |
| 3  | Apure            | 14       | 2024       |
| 4  | Aragua           | 2        | 2011       |
| 5  | Barinas          | 10       | 2024       |
| 6  | Bolívar          | 15       | 2015       |
| 7  | Carabobo         | 1        | 2011, 2015 |
| 8  | Cojedes          | 9        | 2011       |
| 9  | Delta Amacuro    | -        | -          |
| 10 | Distrito Capital | 1        | 2024       |
| 11 | Falcón           | 10       | 2015       |
| 12 | Guárico          | 13       | 2024       |
| 13 | Guayana Esequiba | -        | -          |
| 14 | La Guaira        | 16       | 2015       |
| 15 | Lara             | 3        | 2011, 2015 |
| 16 | Mérida           | 6        | 2015       |
| 17 | Miranda          | 3        | 2024       |
| 18 | Monagas          | 8        | 2024       |
| 19 | Nueva Esparta    | 19       | 2024       |
| 20 | Portuguesa       | 17       | 2015       |
| 21 | Sucre            | 16       | 2011, 2024 |
| 22 | Táchira          | 11       | 2011       |
| 23 | Trujillo         | 11       | 2015       |
| 24 | Yaracuy          | 7        | 2015       |
| 25 | Zulia            | 6        | 2011, 2024 |

### Deportes
Las disciplinas deportivas presentan una serie de condiciones especiales, tales como: discapacidad visual, parálisis cerebral, discapacidad intelectual (DI),  discapacidad motora, sordos, síndrome de down (SD) y trastornos del espectro autista (TEA). Durante el desarrollo de los juegos, se disputan los siguientes deportes:
| - Ajedrez - Atletismo - Baloncesto DI - Baloncesto en silla de ruedas - Baloncesto sordo - Bochas - Ciclismo en ruta - Dominó | - Fútbol 7 - Fútbol sala DI - Fútbol sala SD - Fútbol sala sordo - Golbol - Judo - Karate - Kickboxing | - Natación - Potencia - Remo - Taekwondo - Tenis de mesa - Voleibol - Voleibol de playa sordo |

## Infraestructura Deportiva
Las sedes escogidas tienen la oportunidad de mejorar o construir nueva infraestructura deportiva, ejemplo de ello, son edificaciones como: 

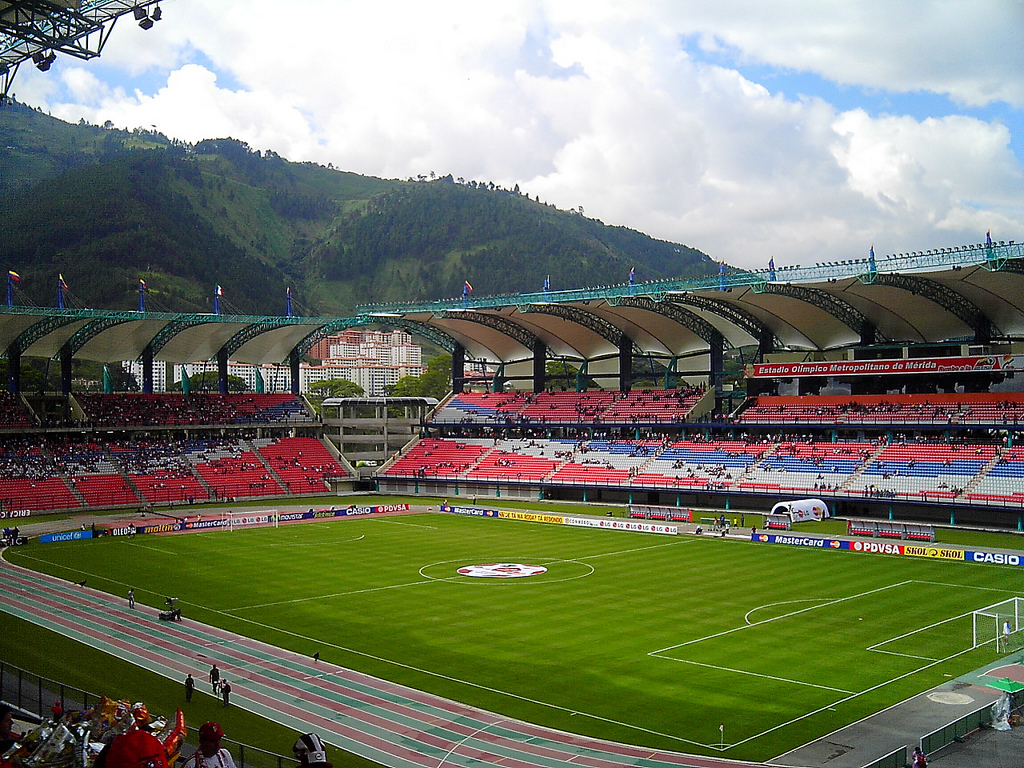
Vista del Estadio Metropolitano de Mérida

- La Ciudad Deportiva Mariscal Sucre de Barinas, construida para los juegos de 1994.[15]

- La Ciudad Deportiva Horacio Estévez, ubicada en la Avenida Intercomunal José Antonio Paez de San Felipe, Estado Yaracuy. Está conformada por un área de siete hectáreas, donde se encuentran: Canchas de Tenis, Gimnasio de Lucha, entre otros. También posee instalaciones donde se encuentra el Polígono de tiro y la Manga Monumental de Coleo «Don Pedro Maya», además del espacio geográfico que forma parte, en el eje de la Avenida Alberto Ravell, donde se encuentra el Estadio de Béisbol, la Casa del Ajedrez, el Gimnasio Nicolás Ojeda Parra, el Complejo de Bolas Criollas, el Complejo de Piscina Olímpica, el Polideportivo Florentino Oropeza, y el Estadio de Softbol y Kikimbol. Es una de las obras más emblemáticas, edificado para formar a los atletas yaracuyanos, preparados por expertos en diversos ambientes deportivos para competencias de carácter regional, nacional e internacional. Construida para los juegos de 1997.[16]

- La Ciudad Deportiva de San Carlos, construida para los juegos de 2003.[17] Posteriormente, albergaría la Universidad Iberoamericana del Deporte, hoy Universidad Deportiva del Sur.
- El Estadio Metropolitano de San Cristóbal[18] o el Estadio Metropolitano de Mérida,[19] construidos para los juegos de 2005.
- El Complejo Deportivo Villa Olímpica de San Juan de los Morros, construida para los juegos de los Llanos 2007.[20]